# Corticarina riveti
Corticarina riveti es una especie de coleóptero de la familia Latridiidae.

## Distribución geográfica
Habita en Ecuador.